# Прилуцька міська друкарня
Прилуцька міська друкарня — підприємство у місті Прилуки, Чернігівської області з виготовлення топографічної продукції — книг, брошур, періодики та інших видів.

## Історія
- Перша друкована продукція виготовлена в Прилуках у 1879 р. на літографії Земської управи.

- В 1883 р. міщанин Мордухович-Лінков відкрив на ринковій Площі в будинку Литвиненка першу типолітографію.

- У 1904 р. мешканець Прилук Арон Якович Міров відкрив власну друкарню, яка пізніше спеціалізувалася з виготовлення цінних паперів, друкувала на високосортному папері чеки, свідоцтва, похвальні грамоти, вводила водяні знаки фірм замовників, друкувала книжки, підручники, брошури.

- У 1914 р. підприємство розпочало друк перших номерів першої прилуцької газети «Прилукский голос».

- З 1914 р. почала роботу приватна друкарня прилуцького учителя Йосипа Талалая, а на початку 1917 р. — друкарня Канцевича.

- У 1919 р. усі ці друкарні було відібрано у власників («націоналізовано»). На базі друкарні Мірова створено першу «радянську» друкарню, в якій вийшли перші номери газети «Известия-Вісті» («Правда Прилуччини»).

- У 1922 р. всі колишні приватні друкарні були об'єднані у дві, а згодом — в одну державну друкарню. З приватних сюди перевезено всі друкарські машини, устаткування.

- З 1923—1930 рр. видавався всеукраїнський журнал «Пасічник».

- До 1928 р. друкарня носила ім'я Раковського, а з 1928 р. — Томського.

- У 1947 р. штат підприємства налічував 15 працівників.

- У 1972 р. друкарню переведено до новозбудованого приміщення. Нині тут офсетним і високим друком друкуються газети, книги, брошури, цінні папери, бланки, афіші.

## Новітня доба
Протягом 1996—2001 рр. у друкарні встановлено 3 комп'ютерні комплекси, у тому числі з лазерним принтером та кольоровим виводом.
Друкарня друкує понад 13 міських, районних державних газет, а також газети обласні, приватних замовників і газети навчальних закладів.
З 2001 р. видається газета територіальної громади міста Прилук під назвою «Град Прилуки». За рік друкарня переробляє понад 50 тонн паперу, більш ніж 650 кг фарби, понад 350 метрів палітурного матеріалу, 2340 шт. офсетних пластин та інших поліграфічних матеріалів.
За 2002 р. віддруковано 874,1 тис. л/відбитків бланкової продукції, 3823,5 тис. формату А-2 газетної продукції, понад 60,5 тис. л/відбитків брошур. Віддруковано та зброшуровано близько 345 тис. книг у твердій і м'якій обкладинках.
Друкарня виробляє пам'ятні і ювілейні адреси, грамоти та іншу поліграфічну продукцію переважно офсетним друком.
У друкарні працює 25 осіб, у тому числі 16 працівників з вищою та середньою спеціальною освітою.